# Tamba Hali
Tamba Boimah Hali (Gbarnga, 3 novembre 1983) è un giocatore di football americano, di nascita liberiana e nazionalità statunitense, che ha militato nel ruolo di outside linebacker per i Kansas City Chiefs della National Football League (NFL). Fu scelto nel corso del primo giro (20º assoluto) del Draft NFL 2012. Al college ha giocato a football a Penn State.

## Carriera professionistica

### Kansas City Chiefs
Tamba Hali, pronosticato come una scelta della fine del primo giro del Draft 2006, fu scelto a sorpresa come 20º assoluto dai Chiefs, bisognosi di rinforzare una difesa non all'altezza. Dopo un ottimo training camp coi Chiefs, Tamba Hali si guadagnò il soprannome di "The TambaHawk" (una variante di "tomahawk") e il posto di defensive end titolare.

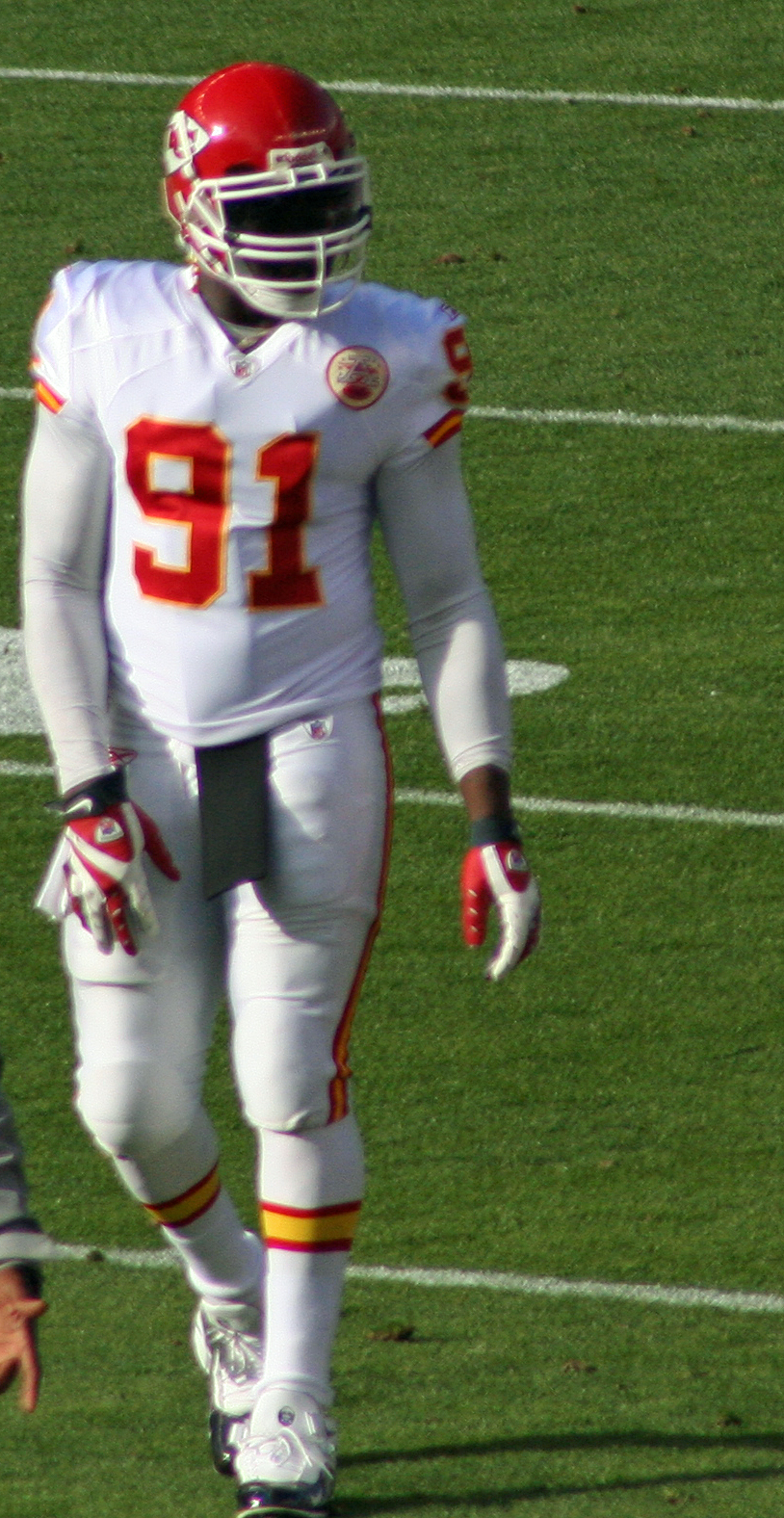
Hali coi Chiefs.

Il 31 luglio 2006, ad Hali fu concesso di saltare due allenamenti del training camp dei Chiefs a River Falls, Wisconsin, e volare alla sua città natale, Teaneck, New Jersey per ottenere definitivamente la cittadinanza statunitense.
Nella stagione 2006, Hali vinse il premio Mack Lee Hill, assegnato al miglior rookie dei Chiefs della stagione. Nella sua prima annata da professionista, Hali guidò i Chiefs con 8 sack, 3,5 in più della prima scelta assoluta del draft 2006 Mario Williams. Nek 2007 invece, Hali totalizzò 7,5 sack.
Hali fu spostato nel ruolo di defensive end destro nella stagione 2008, per sostituire Jared Allen passato ai Minnesota Vikings. Nel 2009, Hali fu nuovamente cambiato di ruolo, questa volta ad outside linebacker, per volere del nuovo capo-allenatore. Hali fu cambiato di ruolo in parte per la sua esperienza nel doppio ruolo di linebacker e defensive end a Penn State.
Nel 2010, i Chiefs assunsero il nuovo coordinatore difensivo Romeo Crennel. Tamba terminò la stagione guidando la AFC con 14,5 sack, guadagnandosi la prima convocazione per il Pro Bowl, cui il giocatore però non partecipò citando ragioni personali. Il general manager dei Chiefs Scott Pioli fece firmare ad Hali un contratto quinquennale del valore di 60 milioni di dollari, 35 milioni dei quali garantiti il 4 agosto 2011.
Hail ripagò la fiducia della franchigia con una stagione da All-Pro, mettendo a segno un record in carriera di 83 tackle e guidando la squadra in sack (con 12) per la quinta volta nelle prime sei stagioni della carriera. La sua stagione fu premiata con l'inserito nel Second-Team All-Pro dell'Associated Press e la seconda convocazione per il Pro Bowl. Hali giocò come titolare tutte le 16 gare della stagione e terminò secondo nella AFC per sack messi a segno e terzo con quattro fumble forzati oltre a guidare i Chiefs con 79 tackle. A fine anno, Hali si trovò al quarto posto nella classifica di tutti i tempi dei Chiefs per sack in carriera e fu votato al 34º posto nella NFL Top 100, l'annuale classifica dei migliori cento giocatori della stagione.
Il 26 dicembre 2012 fu convocato per il terzo Pro Bowl in carriera.

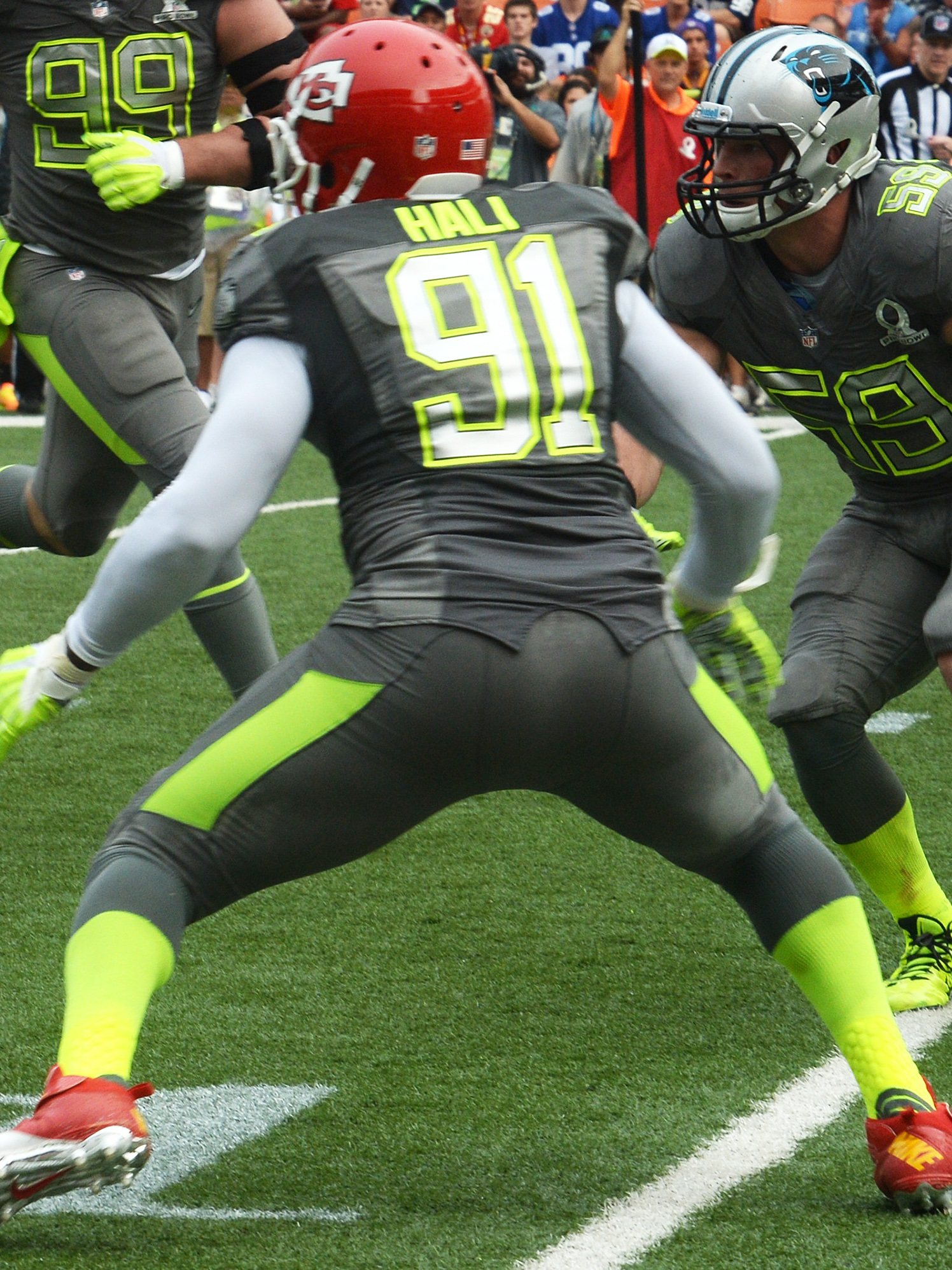
Tamba Hali nel Pro Bowl 2014.

Nella prima gara della stagione 2013, Hali fece registrare un intercetto nella vittoria sui Jacksonville Jaguars. Nella settimana 3 mise a segno il primo sack stagionale su Michael Vick dei Philadelphia Eagles e altri due la settimana successiva contro i Giants, coi Chiefs che si portarono su un record di 4-0. Nella settimana 6 Hali terminò con 3,5 sack su Terrelle Pryor dei Raiders, venendo premiato come miglior difensore della AFC della settimana. Con la vittoria sugli Houston Texans la domenica successiva, Kansas City rimase l'unica squadra imbattuta della lega. Hali fece registrare altri su 2,5 sack su Case Keenum e forzò due fumble. Nella settimana 9 contro i Buffalo Bills, Hali recuperò un fumble e lo ritornò per 11 yard in touchdown, contribuendo alla nona vittoria consecutiva della sua squadra. Nella settimana 12 contro i Chargers fu costretto ad uscire per infortunio, non facendo più ritorno, anche se nella settimana successiva scese regolarmente in campo. Nella settimana 14 interruppe una striscia di cinque gare senza sack mettendone a segno due nella netta vittoria sui Redskins e venendo premiato per la seconda volta in stagione come miglior difensore della AFC della settimana. La sua stagione si concluse con 46 tackle, 11 sack e 4 fumble forzati, venendo premiato con la quarta convocazione al Pro Bowl in carriera e inserito nel Second-team All-Pro. Fu inoltre votato al 43º posto nella NFL Top 100 dai suoi colleghi.
Il primo sack del 2014, Hali lo mise a segno nella settimana 2 su Peyton Manning. Il 23 dicembre fu convocato per il quinto Pro Bowl in carriera e a fine anno fu inserito al 70º posto nel NFL Top 100.
Nel 2015, Hali fu convocato per il sesto Pro Bowl consecutivo. Fu svincolato dopo la stagione 2017. In carriera, solo l'Hall of Famer Derrick Thomas ha fatto meglio dei suoi 89,5 sack con la maglia dei Chiefs.

## Palmarès
- Convocazioni al Pro Bowl: 6

2010, 2011, 2012, 2013, 2014, 2015
- Second-team All-Pro: 2

2011, 2013
- Difensore della AFC della settimana: 2

6ª e 14ª del 2013
- PFWA All-Rookie Team - 2006

## Statistiche
Stagione regolare
Fonte: NFL.com
|        |                    | Difesa | Difesa | Difesa | Difesa | Difesa | Difesa | Difesa | Difesa | Difesa |
| Anno   | Squadra            | P      | TOT    | SOL    | AST    | PD     | SACK   | FF     | FR     | INT    |
| ------ | ------------------ | ------ | ------ | ------ | ------ | ------ | ------ | ------ | ------ | ------ |
| 2006   | Kansas City Chiefs | 16     | 61     | 44     | 17     | 4      | 8,0    | 5      | 1      | 1      |
| 2007   | Kansas City Chiefs | 16     | 58     | 46     | 12     | 2      | 7,5    | 2      | 0      | 0      |
| 2008   | Kansas City Chiefs | 16     | 54     | 43     | 11     | 2      | 3,0    | 3      | 1      | 0      |
| 2009   | Kansas City Chiefs | 16     | 62     | 44     | 16     | 1      | 8,5    | 4      | 0      | 0      |
| 2010   | Kansas City Chiefs | 15     | 47     | 29     | 12     | 3      | 14,5   | 4      | 2      | 0      |
| 2011   | Kansas City Chiefs | 16     | 66     | 48     | 18     | 0      | 12,0   | 4      | 0      | 0      |
| 2012   | Kansas City Chiefs | 15     | 51     | 43     | 8      | 2      | 9,0    | 1      | 0      | 0      |
| Totale |                    | 110    | 400    | 303    | 97     | 14     | 62,5   | 23     | 4      | 1      |